# سارخانلی
سارخانلی (به ترکی آذربایجانی: Sarxanlı) یک منطقه مسکونی در جمهوری آذربایجان است که در شهرستان جلیل‌آباد واقع شده است. سارخانلی ۱۰۹۸ نفر جمعیت دارد.